# Ecnomus niouniouroui
Ecnomus niouniouroui är en nattsländeart som beskrevs av Francois-Marie Gibon 1992. Ecnomus niouniouroui ingår i släktet Ecnomus och familjen trattnattsländor. Inga underarter finns listade i Catalogue of Life.